# Jens Jørn Bertelsen
Jens Jørn Bertelsen  (Guldager, 15 februari 1952) is een voormalig Deens voetballer. Hij speelde als middenvelder, maar kon ook uit de voeten als verdediger.

## Clubcarrière
Bertelsen kwam het grootste deel van zijn profcarrière uit voor Esbjerg fB. Bij die club sloot hij zijn loopbaan af in 1988. Hij werd in 1979 uitgeroepen tot Deens voetballer van het jaar.

## Interlandcarrière
Bertelsen speelde in totaal 69 interlands (twee doelpunten) voor de nationale A-ploeg van Denemarken in de periode 1976–1987. Onder leiding van bondscoach Kurt Børge Nikolaj Nielsen maakte hij zijn debuut op 24 juni 1976 in de vriendschappelijke wedstrijd tegen Noorwegen (2–1) in Bergen, net als Jens Steffensen (Aalborg BK). Hij nam met zijn vaderland deel aan het EK voetbal 1984 en het WK voetbal 1986. Bertelsen vertegenwoordigde Denemarken eveneens bij de Olympische Spelen van 1972.

## Erelijst
Esbjerg fB
- Deens landskampioen

1979
- Beker van Denemarken

1976